# Kyllini, Peloponnesos
För andra betydelser, se Kyllini (olika betydelser).
Kyllini (grekiska: Κυλλήνη, även transkriberat Kyllene) är en liten ort på Peloponnesos i Grekland, vid berget med samma namn. Orten ligger i regiondelen Korinth och regionen Peloponnesos, 944 meter över havet. Antalet invånare är 114.